# 933 (číslo)
Devět set třicet tři je přirozené číslo. Římskými číslicemi se zapisuje CMXXXIII a řeckými číslicemi ϡλγ´. Následuje po čísle devět set třicet dva a předchází číslu devět set třicet čtyři.

## Matematika
933 je:
- Deficientní číslo
- Složené číslo
- Poloprvočíslo
- Nešťastné číslo

## Astronomie
- (933) Susi je planetka hlavního pásu, kterou objevil v roce 1927 Karl Wilhelm Reinmuth
- NGC 933 je spirální galaxie v souhvězdí Andromedy

## Roky
- 933
- 933 př. n. l.